# Дом Даллапорте (Таганрог)
Дом Даллапорте — двухэтажное здание, построенное в первой половине XIX века в городе Таганроге Ростовской области. Располагается по адресу: Итальянский переулок, 9.

## История
Двухэтажный дом в Итальянском переулке, д. 9 был построен в первой половине XIX века на средства помещика Области Войска Донского майора А. И. Егорова.  Позднее, по просьбе  супруги ионическо-подданного купца 1-й гильдии Ивана Павловича Даллапорте — Екатерины Егоровны, новой хозяйки дома, в дворовом флигеле, где была домовая кухня, надстроили второй этаж.
В семье хозяина дома, Даллапорте, в 1834 году родился сын Панаги. Сам Иван Павлович умер в ноябре 1870 года от тяжелой болезни в возрасте 70 лет.
В начале XX века наследники Даллапорте продали свой двухэтажный дом семьям: потомственного почетного гражданина города Таганрога Миная Егоровича Синоди-Попова и супруге Константина Николаевича — Елене Семеновне Авьерино. В  мае 1921 года Елена Семеновна скончалась от инфаркта в возрасте 78 лет. К этому времени дом оценивался в 26 тысяч рублей.
В годы советской власти здание было национализировано. В настоящее время в здании размещается салон красоты и магазин бытовой химии. На втором этаже находятся жилые квартиры.

## Описание
Двухэтажное кирпичное здание по Итальянскому переулку д. 9 асимметрично, имеет по фасаду на втором этаже 5 окон, на первом этаже – шесть окон.  Здание  построено на местности с уклоном в сторону Петровской улицы. Имеет полуподвальные помещения с окнами в его центральной части.  Три центральных окна второго этажа украшены балясинами, обрамлением. Крайние окна оформлены сандриками, пилястрами – по четыре на каждое окно, пилятрами в виде полуколонн украшен левый вход в здание и его боковая часть. Здание имеет венчающий карниз с зубчиками по всему фасаду, межэтажный карнизный пояс. Проезд во двор устроен в левой части здания через металлические ворота.
Напротив дома в 2010 году была установлена скульптурная композиция  «Дружба не ржавеет» («Клоун и компания») скульптора Акопа Халафяна.